# Alburnus tarichi
Alburnus tarichi là một loài cá vây tia trong họ Cyprinidae. Loài này chỉ được tìm thấy ở Thổ Nhĩ Kỳ.

## Hình ảnh

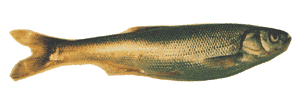